# Lijst van brutoformules K
Dit lemma is onderdeel van de lijst van brutoformules. Dit lemma behandelt de brutoformules van K (kalium) tot Kr (krypton).

## K1
| Brutoformule                        | Gewone formule                    | Naam |
| ----------------------------------- | --------------------------------- | --- |
| {\displaystyle {\ce {K}}}           | {\displaystyle {\ce {K}}}         | Kalium ~ in bereiding silicium |
| {\displaystyle {\ce {K}}}-isotopen  | {\displaystyle {\ce {K}}}         | Isotopen van kalium 32K · 33K · 34K · 35K · 36K · 37K · 38K · 39K · 40K · 41K 42K · 43K · 44K · 45K · 46K · 47K · 48K · 49K · 50K · 51K 52K · 53K · 54K · 55K |
| {\displaystyle {\ce {K}}}-mineralen | {\displaystyle {\ce {K}}}         | Kaliumhoudend mineraal |
| {\displaystyle {\ce {KMnO4}}}       | {\displaystyle {\ce {KMnO4}}}     | Kaliumpermanganaat |
| {\displaystyle {\ce {KNO2}}}        | {\displaystyle {\ce {KNO2}}}      | Kaliumnitriet ~ ook wel: E249 ~ als nitriet, E249, anti-oxidant                                                                                               |
| {\displaystyle {\ce {KNO3}}}        | {\displaystyle {\ce {KNO3}}}      | Kaliumnitraat ~ ook wel: salpeter ~ in bereiding kaliumoxide, buskruit                                                                                        |
| {\displaystyle {\ce {KO2}}}         | {\displaystyle {\ce {KO2}}}       | Kaliumsuperoxide ~ als superoxide |
| {\displaystyle {\ce {KO3P}}}        | {\displaystyle {\ce {KPO3}}}      | Kaliummetafosfaat ~ in thermische ontleding van kaliumdiwaterstoffosfaat                                                                                      |
| {\displaystyle {\ce {KO5PTi}}}      | {\displaystyle {\ce {K(TiO)PO4}}} | Kaliumtitanylfosfaat ~ ook wel: KTP |
| {\displaystyle {\ce {KP}}}          | {\displaystyle {\ce {KP}}}        | ~ als fosfide |
| {\displaystyle {\ce {KP15}}}        | {\displaystyle {\ce {KP15}}}      | ~ als fosfide |

## K2
| Brutoformule                       | Gewone formule                      | Naam                                                 |
| ---------------------------------- | ----------------------------------- | ---------------------------------------------------- |
| {\displaystyle {\ce {K2Mg2O4S}}}   | {\displaystyle {\ce {K2Mg2(SO4)3}}} | Langbeiniet                                          |
| {\displaystyle {\ce {K2MnO4}}}     | {\displaystyle {\ce {K2MnO4}}}      | Kaliummanganaat                                      |
| {\displaystyle {\ce {K2NO7S2}}}    | {\displaystyle {\ce {(KSO3)2NO}}}   | Kaliumnitrosodisulfonaat ~ als radicaal              |
| {\displaystyle {\ce {K2O}}}        | {\displaystyle {\ce {K2O}}}         | Kaliumoxyde ~ in bereiding kiezelzuur                |
| {\displaystyle {\ce {K2O2}}}       | {\displaystyle {\ce {K2O2}}}        | Kaliumperoxide                                       |
| {\displaystyle {\ce {K2O3S}}}      | {\displaystyle {\ce {K2SO3}}}       | Kaliumsulfiet                                        |
| {\displaystyle {\ce {K2O3Si}}}     | {\displaystyle {\ce {K2SiO3}}}      | Kaliumsilicaat                                       |
| {\displaystyle {\ce {K2O4S}}}      | {\displaystyle {\ce {K2SO4}}}       | Kaliumsulfaat ~ als kunstmest naast ammoniumchloride |
| {\displaystyle {\ce {K2O4Se}}}     | {\displaystyle {\ce {K2SeO4}}}      | Kaliumselenaat ~ in synthese seleentrioxide          |
| {\displaystyle {\ce {K2O5S2}}}     | {\displaystyle {\ce {K2S2O5}}}      | Kaliummetabisulfiet                                  |
| {\displaystyle {\ce {K2O7S2}}}     | {\displaystyle {\ce {K2S2O7}}}      | Kaliumpyrosulfaat ~ als pyrosulfaat                  |
| {\displaystyle {\ce {K2O7S2}}}     | {\displaystyle {\ce {K2S2O7}}}      | Kaliumpyrosulfaat                                    |
| {\displaystyle {\ce {K2O8S2}}}     | {\displaystyle {\ce {K2K2O8}}}      | Kaliumperoxodisulfaat                                |
| {\displaystyle {\ce {K2O15Si6Ti}}} | {\displaystyle {\ce {K2TiSi6O15}}}  | Dalyiet ~ als dalyiet                                |
| {\displaystyle {\ce {K2S}}}        | {\displaystyle {\ce {K2S}}}         | Kaliumsulfide                                        |

## K3
| Brutoformule                  | Gewone formule                | Naam                        |
| ----------------------------- | ----------------------------- | --------------------------- |
| {\displaystyle {\ce {K3O4P}}} | {\displaystyle {\ce {K3PO4}}} | Kaliumfosfaat               |
| {\displaystyle {\ce {K3P}}}   | {\displaystyle {\ce {K3P}}}   | Kaliumfosfide ~ als fosfide |
| {\displaystyle {\ce {K3P7}}}  | {\displaystyle {\ce {K3P7}}}  | ~ als fosfide               |
| {\displaystyle {\ce {K3P11}}} | {\displaystyle {\ce {K3P11}}} | ~ als fosfide               |

## K4
| Brutoformule                   | Gewone formule                 | Naam                                |
| ------------------------------ | ------------------------------ | ----------------------------------- |
| {\displaystyle {\ce {K4O6P2}}} | {\displaystyle {\ce {K4P2O6}}} | Kaliumhypofosfaat ~ als hypofosfaat |
| {\displaystyle {\ce {K4O7P2}}} | {\displaystyle {\ce {K4P2O7}}} | Tetrakaliumpyrofosfaat              |
| {\displaystyle {\ce {K4P3}}}   | {\displaystyle {\ce {K4P3}}}   | ~ als fosfide                       |
| {\displaystyle {\ce {K4P6}}}   | {\displaystyle {\ce {K4P6}}}   | ~ als fosfide                       |

## K5
| Brutoformule                 | Gewone formule               | Naam          |
| ---------------------------- | ---------------------------- | ------------- |
| {\displaystyle {\ce {K5P4}}} | {\displaystyle {\ce {K5P4}}} | ~ als fosfide |

## Kr
| Brutoformule                        | Gewone formule             | Naam |
| ----------------------------------- | -------------------------- | --- |
| {\displaystyle {\ce {Kr}}}          | {\displaystyle {\ce {Kr}}} | Krypton |
| {\displaystyle {\ce {Kr}}}-isotopen | {\displaystyle {\ce {Kr}}} | Isotopen van krypton 69Kr · 70Kr · 71Kr · 72Kr · 73Kr · 74Kr · 75Kr · 76Kr · 77Kr · 78Kr 79Kr · 80Kr · 81Kr · 82Kr · 83Kr · 84Kr · 85Kr · 86Kr · 87Kr · 88Kr 89Kr · 90Kr · 91Kr · 92Kr · 93Kr · 94Kr · 95Kr · 96Kr · 97Kr · 98Kr 99Kr · 100Kr |